# The Coexist Foundation
"Coexista", ou "Coexistir" (tradução livre para o português) é uma logo criada pelo artista polonês Piotr Mlodozeniec.

## Significado
A logo é formada pelo intercambiamento dos três símbolos das religiões monoteístas que consideram Abraão como seu patriarca.
A letra "C" foi trocada pelo Crescente Islâmico, símbolo adotado em várias bandeiras de países em que há predominância de muçulmanos na população.
O símbolo judaico conhecido como "Estrela de Davi" foi inserido na logo na posição da letra "X". Segundo a tradição judaica, este símbolo era grafado no escudo do exército do reino de Israel desde os tempos do reinado de Davi.
A letra "T" foi permutada pelo símbolo maior do cristianismo, a Cruz onde cristo foi crucificado. Esta representa a expiação dos pecados da humanidade por meio do sacrifício de Jesus Cristo na cruz do Calvário.
A união desses símbolos numa só palavra, "Coexista", sugere a ideia de convivência pacífica entre as religiões abraâmicas. Tal convivência pressupõe o respeito às crenças e aos preceitos das outras religiões sem o abandono ou sincretismo dos mesmos.
A logo tornou-se popular durante os anos de 2005-2006, ao ser exibida nos shows da banda irlandesa U2.

## História
Criada pelo artista polonês Piotr Mlodozeniec, o símbolo visa "sensibilizar e conscientizar a sociedade para a importância da integração, diálogo e do respeito ao 'outro', levando uma mensagem de diálogo e entendimento universal". Dessa forma, ignorando a ideia de sincretismo para, contudo, sustentar a tolerância, o diálogo.